# Малоновая кислота
Мало́новая кислота́ (пропандио́вая, метандикарбо́новая кислота), химическая формула  {\displaystyle {\ce {HOOC-CH2-COOH}}}, двухосновная предельная карбоновая кислота.
Обладает всеми химическими свойствами характерными для карбоновых кислот.
Соли и сложные эфиры малоновой кислоты называются малонатами.
Содержится во многих растениях, например, содержится в виде малоната кальция  в соке сахарной свёклы.
Название кислоты происходит от греческого слова μαλον (малон) — «яблоко».

## Физические и химические свойства
Малоновая кислота хорошо растворима в воде и этаноле, а также в пиридине и диэтиловом эфире. В бензоле малоновая кислота не растворяется.
Соли щелочных металлов малоновой кислоты хорошо растворяются в воде, в отличие от малонатов свинца и бария.
Малоновая кислота образует два ряда производных по карбоксильным группам (кислых и полных): сложные эфиры, нитрилы, амиды, хлорангидриды. Например, в зависимости от условий проведения реакции при действии на малоновую кислоту тионилхлорида {\displaystyle {\ce {SOCl2}}} образуется полный хлорангидрид {\displaystyle {\ce {ClCOCH2COCl}}} или полухлорангидрид {\displaystyle {\ce {ClCOCH2COOH}}}.
При нагревании кислоты выше температуры плавления или нагревания её водного раствора выше 70 °C малоновая кислота легко декарбоксилируется с образованием уксусной кислоты. Декарбоксилированию подвергаются также замещённые малоновые кислоты, которые превращаются в монокарбоновые кислоты:
{\displaystyle {\ce {RCH(COOH)2 -> RCH2COOH + CO2}}}.
При нагревании с оксидом фосфора(V) малоновая кислота образует недооксид углерода {\displaystyle {\ce {C3O2}}}. Под действием брома переходит в броммалоновую или диброммалоновую кислоту; при действии азотистой кислоты ({\displaystyle {\ce {HNO2}}} окисляется до мезоксалевой кислоты {\displaystyle {\ce {OC(COOH)2}}}.
Малоновая кислота и её сложные моноэфиры вступают в реакции Манниха, Кнёвенагеля:
{\displaystyle {\ce {C2H5OOCCH2COOH + CH2O + HN(CH3)2 -> C2H5OOC(CH2)2N(CH3)2}}};
{\displaystyle {\ce {CH2(COOH)2 + RCHO -> RCH(OH)CH(COOH)2 + RCH=C(COOH)2 -> RCH=CHCOOH}}}.

## Получение
Впервые была получена Дессенье в 1858 г. окислением яблочной кислоты (acidum malicum), откуда и получила своё название. В природе она находится в соке репы.   
Промышленный способ синтеза малоновой кислоты заключается в гидролизе циануксусной кислоты, получаемой из монохлоруксусной кислоты. 

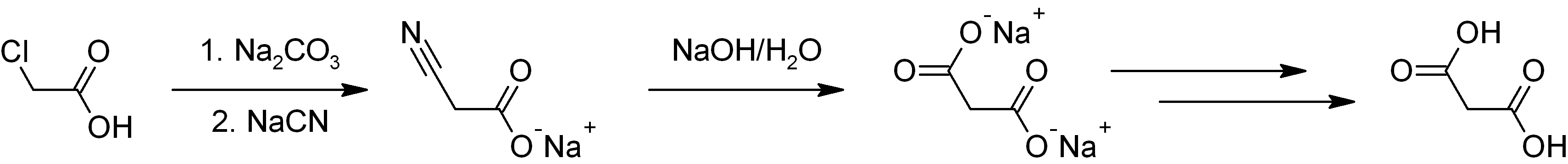
Синтез малоновой кислоты из хлоруксусной кислоты через промежуточное вещество — циануксусную кислоту

## Применение
Малоновая кислота используется в синтезе непредельных кислот, флавонов, аминокислот, барбитуратов, витаминов B1 и B6.

## Патология
Если повышенный уровень малоновой кислоты сопровождается повышенным уровнем метилмалоновой кислоты, это может свидетельствовать о метаболическом заболевании - комбинированной малоновой и метилмалоновой ацидурии (КMAMMA). Рассчитывая соотношение малоновой и метилмалоновой кислот в плазме крови, КMAMMA можно отличить от классической метилмалоновой ацидурии.

## Биохимия
Кальциевая соль малоновой кислоты в больших количествах содержится в корнеплодах свеклы в форме белых кристаллов. Малоновая кислота представляет собой классический пример конкурентного ингибитора — связывается с сукцинатдегидрогеназой в комплексе II ЭТЦ.